# Pentax

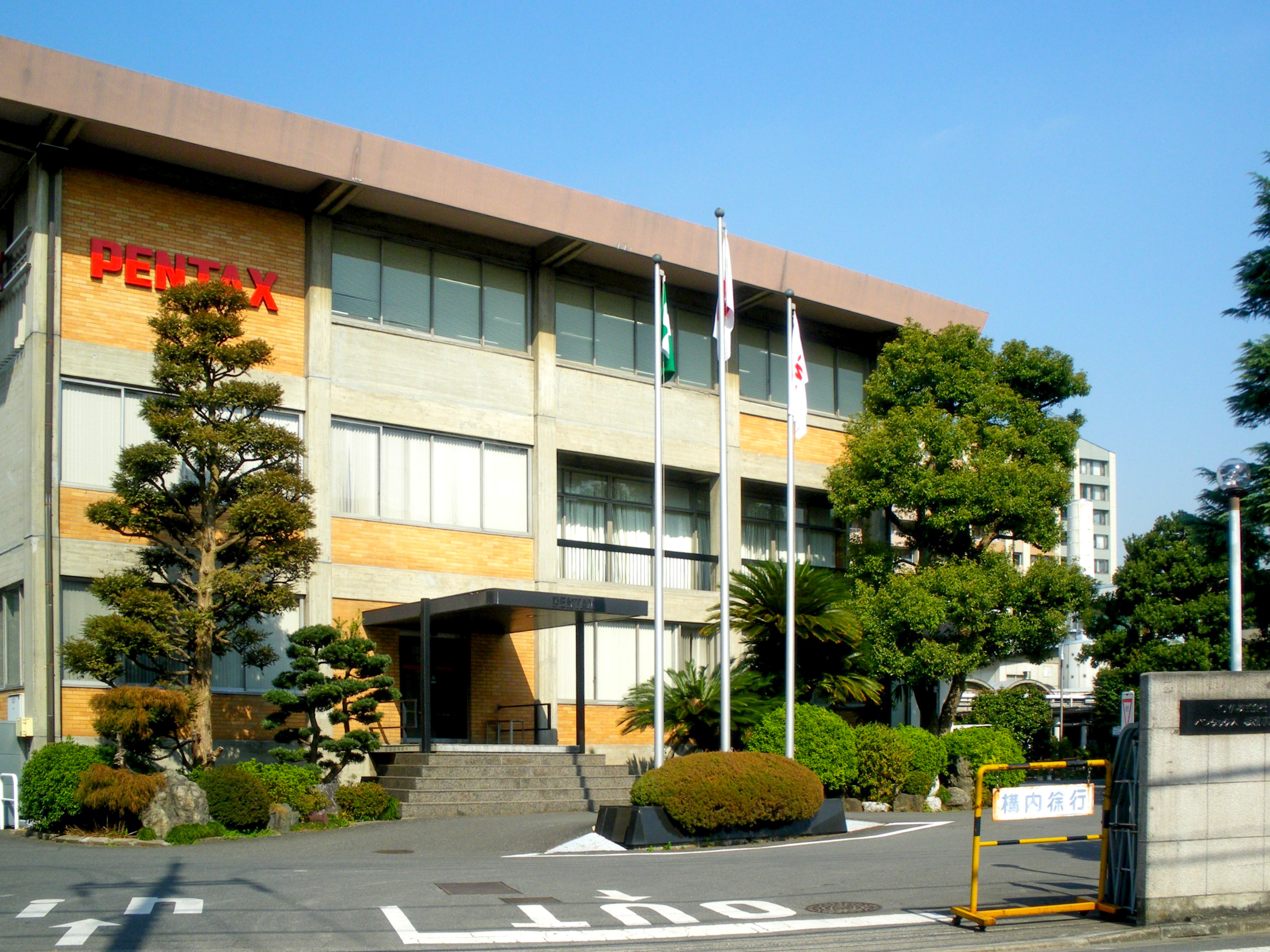
Sídlo firmy Pentax (Itabashi-ku, Tokyo)

Pentax je dlouholetá značka pro výrobky z oblasti fototechniky a optických přístrojů. Nyní patřící pod japonský koncern Ricoh, konkrétně divizi Ricoh Imaging.

## Historie firmy

### Raná historie
Původní společnost založil Kumao Kadžiwara jakožto Asahi Kogaku Goši Kaiša v listopadu roku 1919. Měla sídlo ve čtvrti Tošima v Tokiu a začala produkcí brýlových čoček, které vyrábí dodnes. V roce 1938 změnila jméno na Asahi Optical Co., Ltd. (旭光学工業株式会社 Asahi Kōgaku Kōgyō Kabushiki-gaisha). V této době již firma vyráběla i objektivy pro fotoaparáty a kinematografii. Během druhé světové války plnila hlavně armádní zakázky na produkci optických přístrojů. Po válce byla sice nuceně rozpuštěna, ale v roce 1948 se vrátila zpět do provozu. Firma pokračovala ve svých předválečných aktivitách výrobou dalekohledů a objektivů pro amatérské fotoaparáty firem Koniširoku a Čijoda Kógaku Seikó (později Konica a Minolta).

### 50. léta až 2007
Období kolem roku 1950 znamenalo návrat japonského fotografického průmyslu na vysokou úroveň z konce třicátých let. Většina fotoaparátů pocházejících z tohoto znovuzrozeného odvětví japonského průmyslu mířila k okupačním jednotkám, přičemž výrobky získaly dobrou reputaci. Období války v Koreji zaznamenalo velký příliv žurnalistů a fotografů na dálný východ. Ti byli ohromeni kvalitou objektivů firem jako např. Nikon nebo Canon, které začali používat pro své fotoaparáty značky Leica. Rovněž měli zájem o těla od těchto firem, kterými nahrazovali své Leicy a Contaxy.

V roce 1952 Asahi Optical představil svůj první fotoaparát, nazvaný Asahiflex. Jednalo se o první japonskou zrcadlovku používající 35mm film. Název „Pentax“ byl vytvořen spojením slov „Pentaprism“ (anglicky pětiboký optický hranol) a „Contax“, a byl registrovanou ochrannou známkou východoněmecké VEB Zeiss Ikon, která později prodala jméno „Pentax“ firmě Asahi Optical v roce 1957. Touto dobou již byla firma Asahi Optical známa hlavně díky svým produktům z oblasti fototechniky. Společnost změnila název v roce 2002 na Pentax Corporation a jednalo se o jednu z největších firem produkujících fotoaparáty, dalekohledy, brýlové čočky a mnoho dalších optických přístrojů. V roce 2004 měla firma okolo 6000 zaměstnanců.

### Spojení s firmou Hoya
V prosinci 2006 Pentax zahájil proces integrace do firmy Hoya Corporation. Primárním cílem firmy Hoya bylo posílit business točící se okolo lékařského vybavení získáním technologií a zkušeností z oblasti endoskopů, očních implantátů, lékařských mikroskopů, biokompatibilních keramických materiálů apod. Není proto divu, že se vyskytly spekulace ohledně možného prodeje divize specializující se na fotoaparáty po dokončení spojení obou společností. Výměna akcií měla být dokončena 1. října 2007, ale tento proces byl 11. dubna 2007 zrušen. Předseda firmy Pentax Fumio Urano rezignoval, přičemž jeho funkci převzal Takashi Watanuki. Nicméně, i přesto, že byl Watanuki dříve proti spojení s Hoyou, 16. května Pentax ohlásil, že přijal „s podmínkami“ vylepšenou nabídku.
Šestého srpna 2007 Hoya naplnila veřejný tendr a získala 90,59% společnosti. Čtrnáctého srpna se stal Pentax dceřinou společností Hoyi a 29. října 2007 pak Hoya a Pentax oznámili, že bude spojení dokončeno s plnou platností od 31. března 2008. Rovněž bylo rozhodnuto o zavření továrny Pentax v Tokyu a většina výroby byla přesunuta do jihovýchodní Asie. Všechny profesionální (řada DA*) i amatérské (DA, D-FA) objektivy jsou vyráběny ve Vietnamu, přičemž digitální zrcadlovky jsou vyráběny na Filipínách.

### Ricoh
Dne 1. července 2011 bylo oznámeno, že japonská společnost Ricoh, též historický výrobce zrcadlovek a fototechniky, v současnosti známý spíše jako výrobce tiskáren a kopírek[zdroj?] převážně pro mimoevropský trh, odkoupí od společnosti Hoya její divizi Pentax Imaging System.
Prvního října 2011 byl převod dokončen a vznikla PENTAX RICOH IMAGING COMPANY, LTD, dceřiná společnost ve stoprocentním vlastnictví Ricoh.
Ricoh zároveň oznámil, že chce dále rozšířit současnou nabídku produktů a služeb nad již existující výrobu a prodej optických přístrojů a zařízení, jako jsou digitální fotoaparáty, dalekohledy nebo objektivy pro bezpečnostní kamery. Z hlediska historie obou firem to od Ricohu může vypadat jako celkem logický krok, vzhledem k tomu, že obě společnosti v minulosti používaly stejný M42 závit a později bajonet K. Navíc se společnost netají tím, že na rozdíl od Hoyi hodlá do fotografické divize investovat nemalé částky.

## Produkty
Společnost je nejvíce známa díky fotoaparátům značky „Pentax“. První zrcadlovkou nesoucí toto jméno byla „Asahi Pentax“ z roku 1957, v pořadí druhá sériově vyráběná. Úspěch značky Pentax byl tak vysoký, že se nakonec firma přejmenovala na „Pentax Corporation“. V šedesátých a sedmdesátých letech vyráběla firma velice úspěšný a populární model jednooké zrcadlovky na kinofilm Pentax Spotmatic (vyráběn 1964–1976 v různých variantách) s výměnnými objektivy se závitem M42. V roce 1976 přešla firma ze závitu M42 na vlastní bajonetový systém výměny objektivů označovaný jako bajonet Pentax K.
V roce 1969 uvedla firma na trh jednookou zrcadlovku na střední formát (film 120/220) Pentax 6x7, která se vyráběla s menšími úpravami až do začátku 21. století.
V roce 2000 uvedla firma na výstavě photokina vůbec první 6MPx digitální full frame zrcadlovku Pentax MZ-D, která vycházela z filmového modelu Pentax MZ-S. Výrobní náklady byly však tak vysoké, že firma projekt nakonec zrušila.
I poté, co se firma spojila se společností Hoya Corporation, byly fotoaparáty nadále vyvíjeny a prodávány pod značkou Pentax. To by neměla změnit ani akvizice společností Ricoh, spekuluje se však, že tento název zůstane pouze pro zrcadlovky a nikoliv pro kompaktní fotoaparáty. Mezi digitální zrcadlovky s APS-C snímači patří například Pentax K-5, Pentax K-r nebo Pentax K3II. Firma má na trhu také jeden digitální středoformátový model s názvem 645D, který získal ocenění TIPA 2011 "nejlepší profesionální digitální zrcadlovka".
První full frame zrcadlovkou uvedenou na trh byl roku 2016 model Pentax K1 následovaný roku 2018 vylepšenou verzí Pentax K1II.

## Galerie

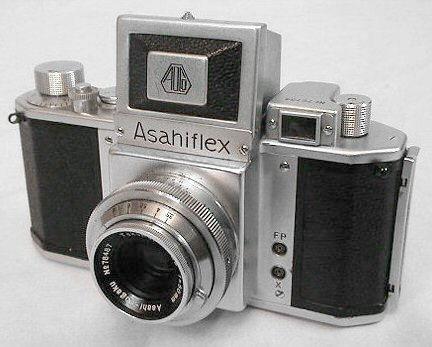
Fotoaparát Pentax Asahiflex (1952–1957)
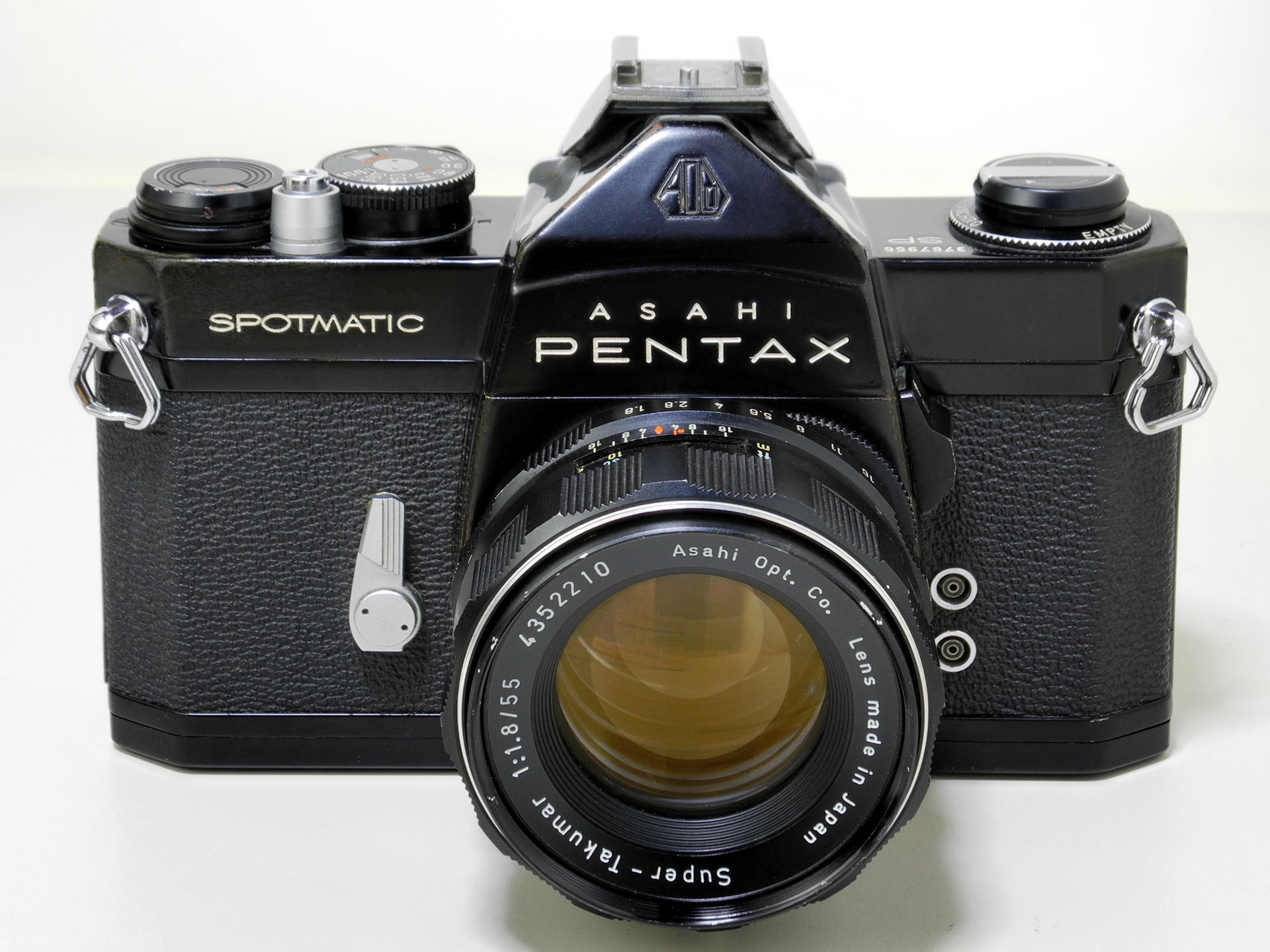
Kinofilmová jednooká zrcadlovka Asahi Pentax Spotmatic (1964–1976)
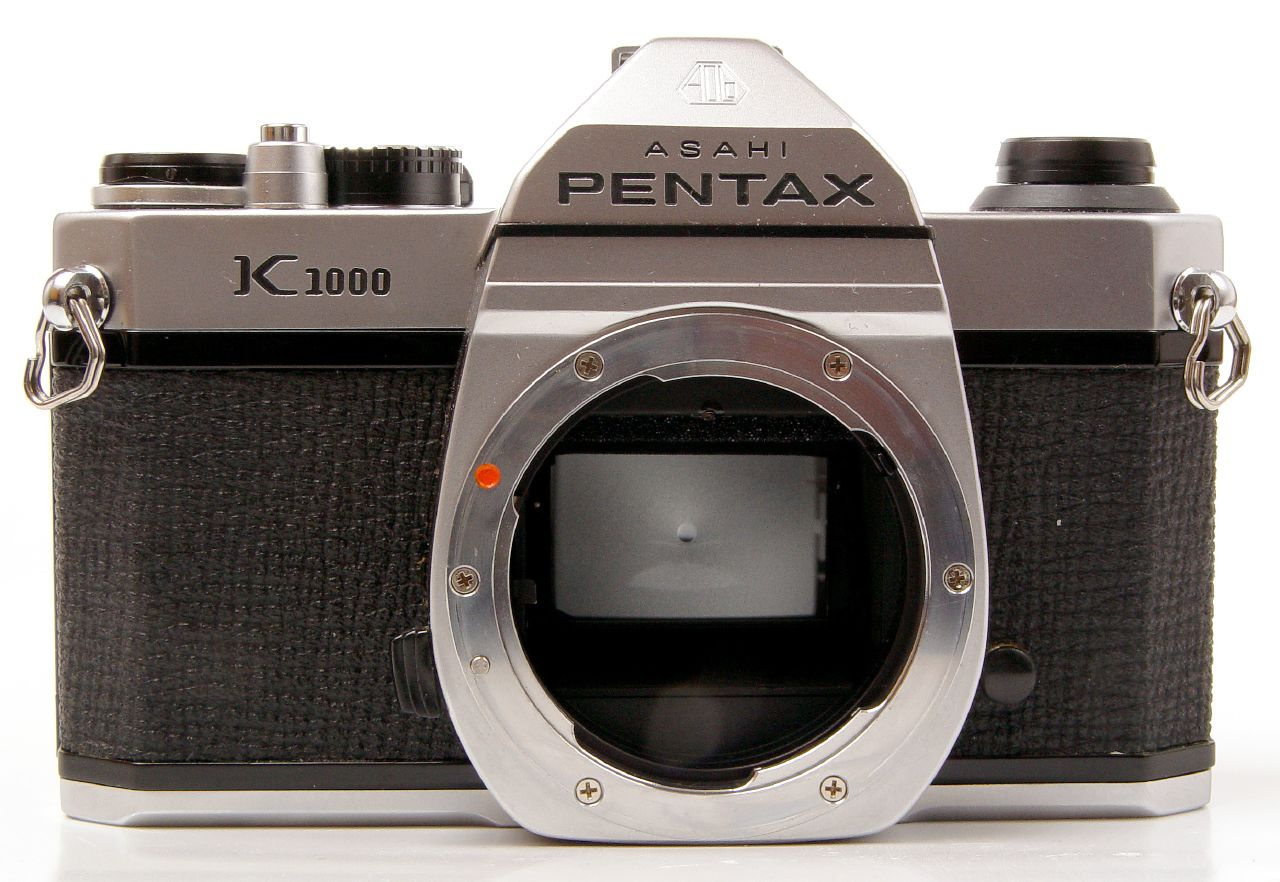
Kinofilmová jednooká zrcadlovka Pentax K1000 s bajonetem K
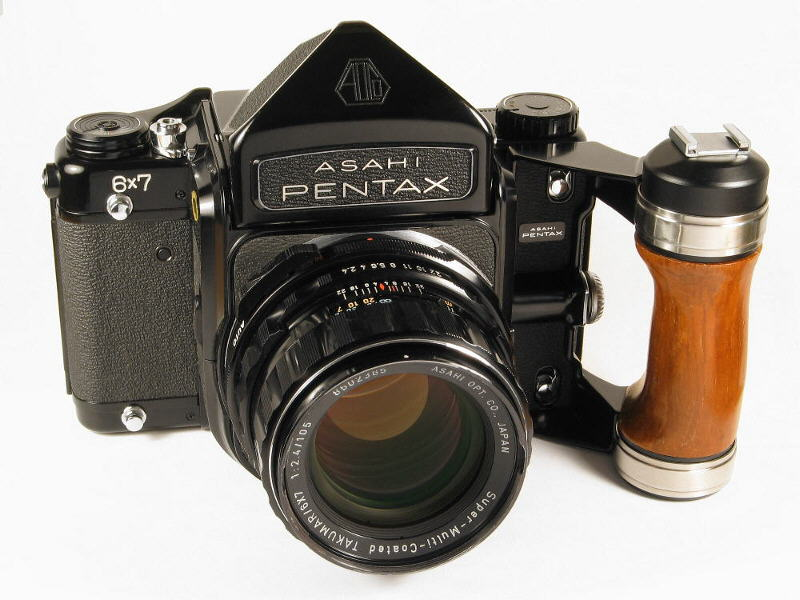
Středoformátová zrcadlovka Pentax 6x7 (1969)
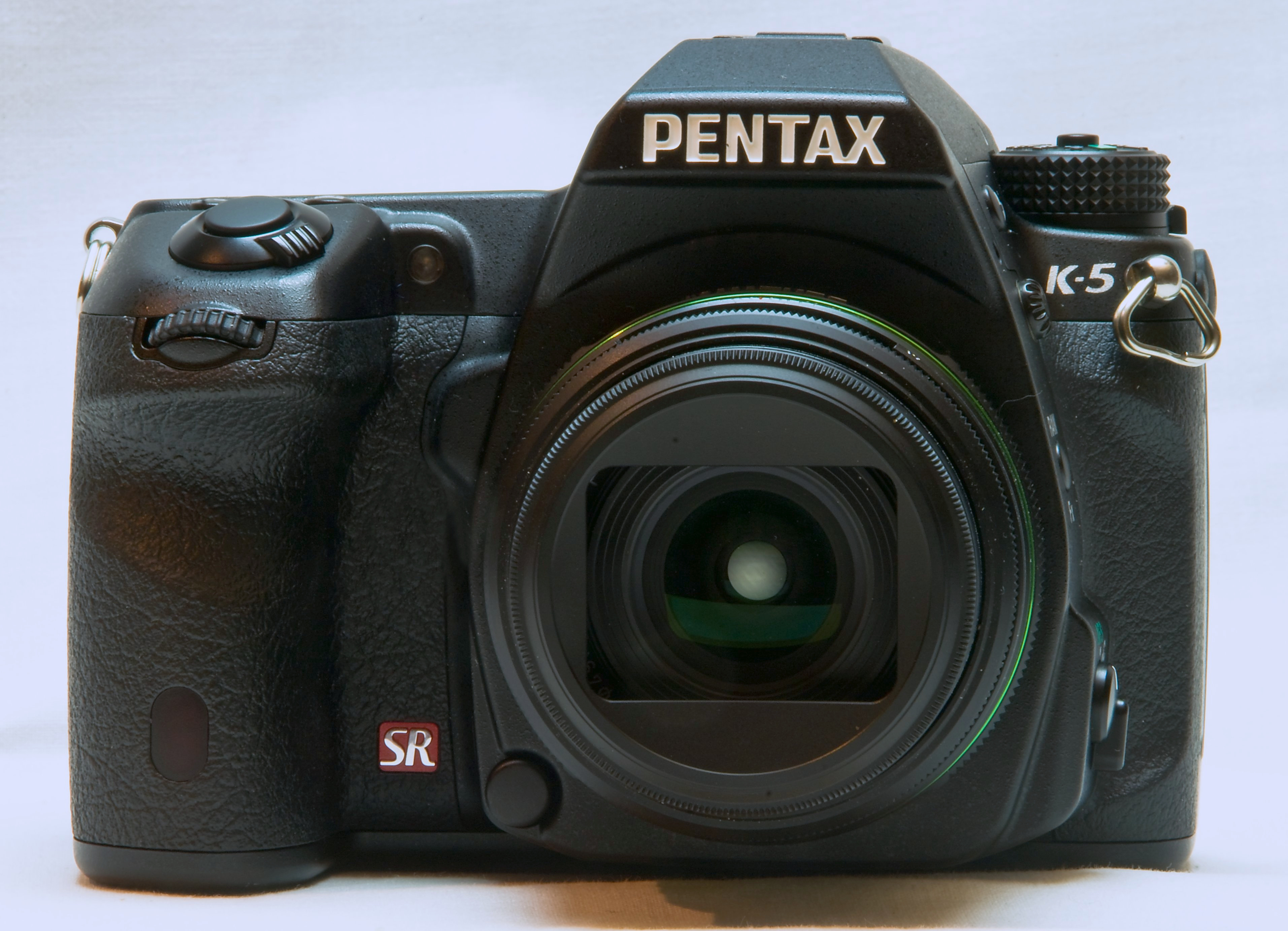
Digitální zrcadlovka Pentax K-5
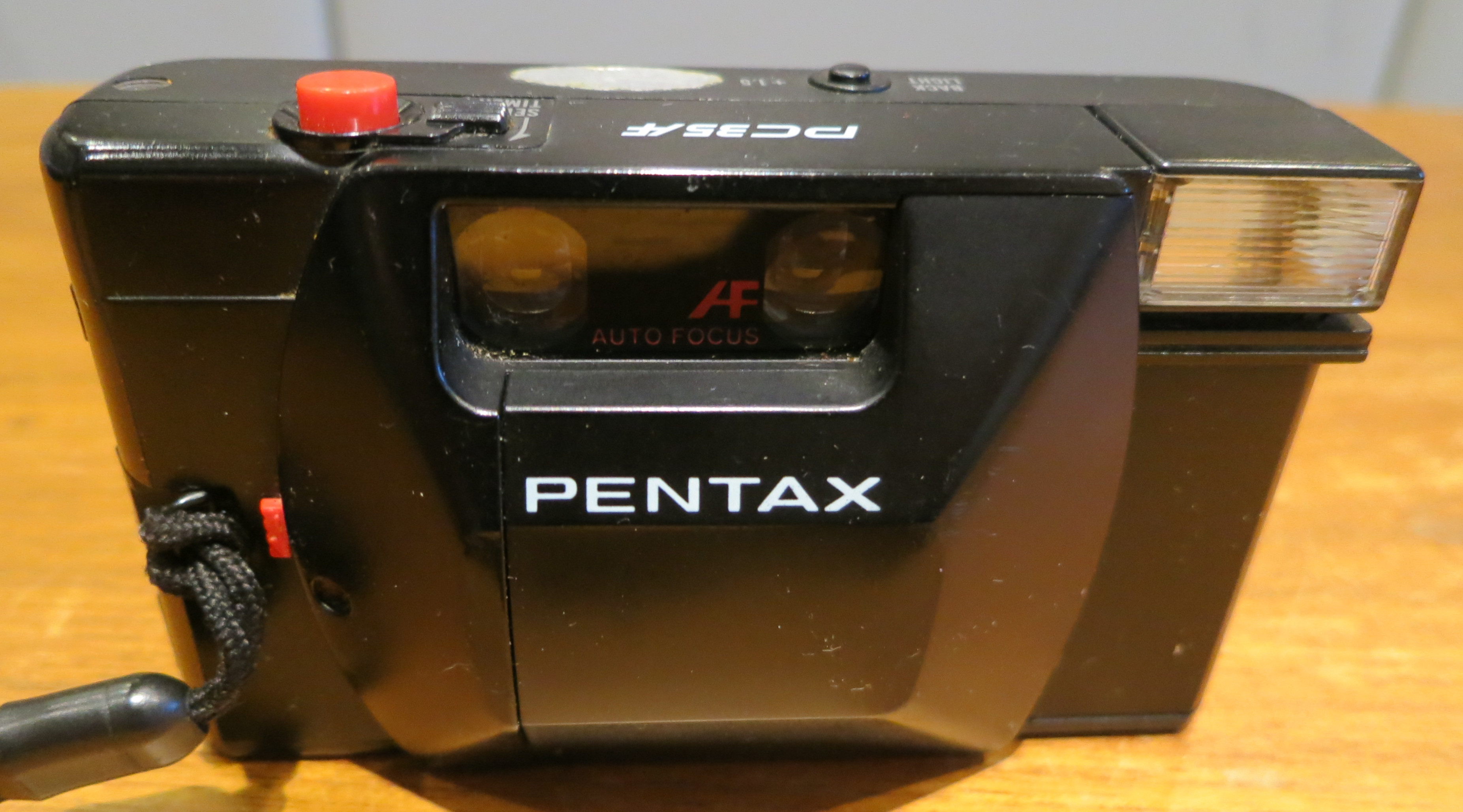
Pentax PC35AF